# Belvedere Langhe
Belvedere Langhe (Bërvèj in piemontese) è un comune italiano di 336 abitanti della provincia di Cuneo in Piemonte. Il comune faceva parte della comunità montana Alta Langa e Langa delle Valli Bormida e Uzzone.

## Geografia fisica
Belvedere è un comune delle Langhe, dista circa 44 chilometri da Cuneo.
La sua posizione, sulla cima di un colle, da cui si ammira parte delle Alpi (dalle Alpi Marittime fino al Monte Rosa), ne giustifica il nome ed il richiamo turistico.

## Storia
I primi documenti che danno notizia di questa località sono del 1162; la indicavano con l'espressione de bellovidere, divenuta, nel 1197, Belveer.
Il paese fu un feudo dei Saluzzo, dei Vacca e, dopo il '400, dei Ferraris, dei Demagistris, dei Saraceno, dei Cordero.
Il castello di Belvedere era un torrione di avvistamento e di difesa, costruito nel '300.
Del castello rimangono solo pochi ruderi, dopo la distruzione, da parte dei francesi durante le guerre del '600.
Nel 1601 il comune fu unito al Ducato di Casa Savoia).
In una collinetta vicino al cimitero, chiamata il Castellazzo, alcuni scavi portarono alla luce fondamenta di muraglioni e qualche scheletro.
Alla fine del '700 le truppe napoleoniche invasero e annetterono quei territori; Belvedere fu, in parte, bruciata dai soldati francesi.
Dopo il 1815, con il Congresso di Vienna, Belvedere si trovò di nuovo sotto il dominio dei Savoia (Regno di Sardegna), per poi diventare, dopo l'unifcazione del 1861, un comune italiano.
Sul finire della seconda guerra mondiale la zona delle Langhe fu teatro di scontri tra le truppe nazifasciste e i partigiani: alcuni si nascosero nelle case di belvederesi.
I maquis francesi, liberati dal carcere di Fossano, per qualche giorno sostarono in paese; anche Carlo Donat-Cattin fu ospitato, in quel periodo, a Belvedere.
Il famoso Lulù, partigiano di Lione, girava con la sua moto a Belvedere proprio il giorno in cui fu ucciso da fuoco amico, perché mascherato da tedesco.
Negli anni '50 il comune si andò lentamente svuotando, per l'emigrazione verso le grandi città (specialmente Torino); con il nuovo millennio Belvedere dà ospitalità a immigrati stranieri, impiegati nelle aziende agricole e industriali del paese.

### Simboli
Lo stemma e il gonfalone del comune di Belvedere Langhe sono stati concessi con regio decreto del 2 marzo 1931.
Nello stemma è raffigurato, in campo di cielo, un castello di rosso, merlato alla ghibellina, munito di tre torri e fondato su una pianura di verde. Il gonfalone è un drappo di azzurro.

## Monumenti e luoghi d'interesse

### Architetture religiose
- Chiesa di San Sebastiano
- Cappella di San Rocco
- Cappella di San Nicolao
- Cappella di Sant'Orsola
- Cappella di Assunta Maria

### Architetture civili
- Palazzo Locatelli
- Cascina della Merla

### Architetture militari
- Ruderi del castello

## Società

### Evoluzione demografica
Abitanti censiti

## Cultura

### Feste e ricorrenze

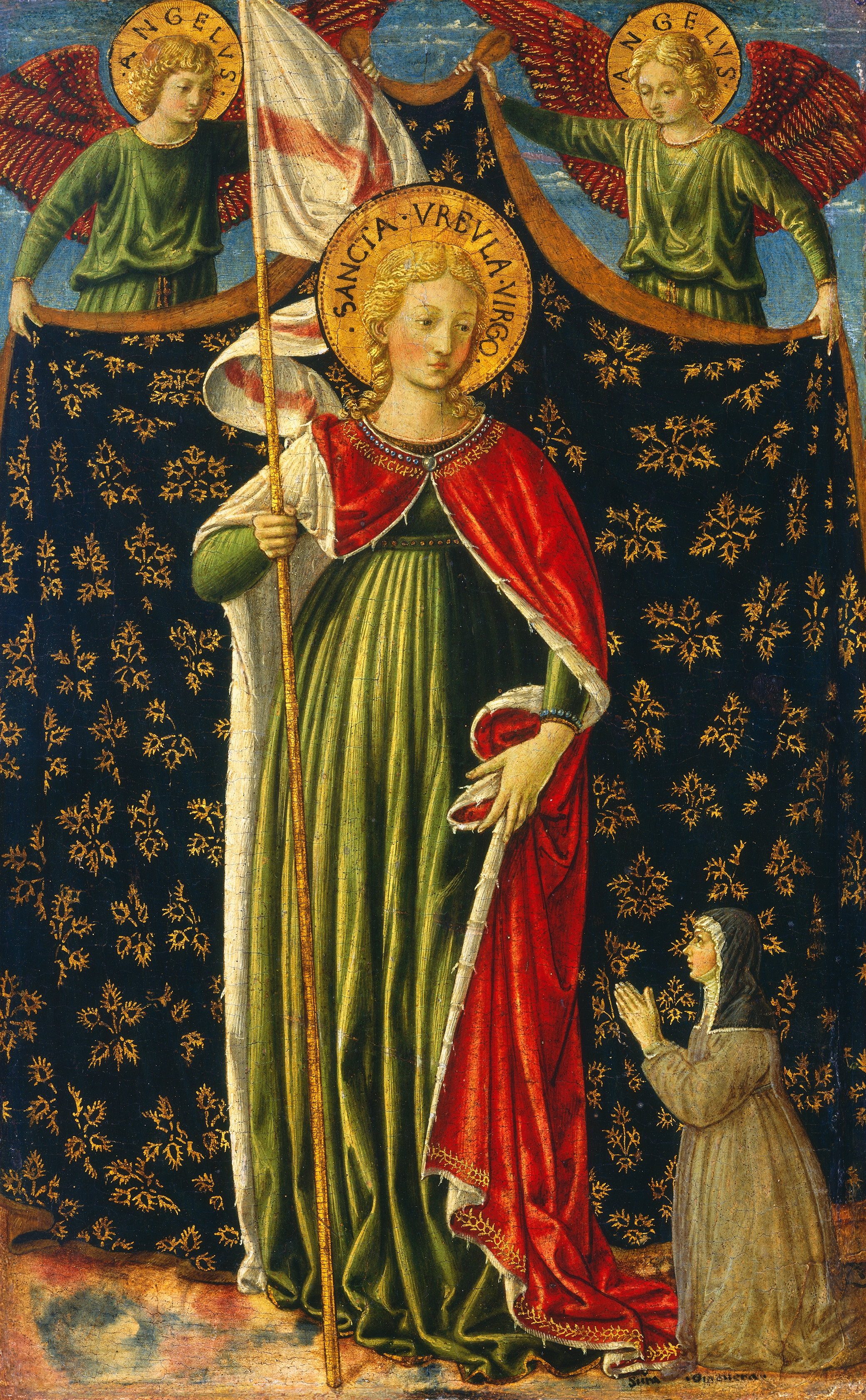
Sant'Orsola in un dipinto di Benozzo Gozzoli

La domenica più vicina al 6 dicembre si celebra la festa di San Nicola, il patrono del paese.
La Festa dell'Assunzione della Vergine Maria (15 agosto) vede una settimana di festeggiamenti, organizzati dalla Proloco.
Il 16 agosto è la festa del borgo San Rocco, con il tipico "tiro alle ule" e, il sabato successivo, si celebra la festa del borgo di Piangarombo, presso la cappella dedicata a Sant'Orsola, una martire a cui i belvederesi sono molto devoti.
Per anni, durante la settimana santa, si celebrava la passione di Gesù, in cui tutti gli abitanti del paese erano coinvolti come recitanti e organizzatori.
La prima Passione fu allestita nel 1978, da quasi tutta la popolazione di Belvedere trasformata, per l'occasione, in Gerusalemme, illuminata solo da torce;  i personaggi erano attori non-professionisti.
Dopo un grande successo di pubblico (un anno venne girato un documentario per la BBC), questa manifestazione fu sospesa, in seguito a disorganizzazioni e, soprattutto, dopo un incendio scoppiato nella sacrestia della parrocchia, dove erano custoditi tutti i costumi; secondo quanto riportato da un giornale locale, il giorno dopo l'incendio, il capo dei pompieri, che fecero i primi accertamenti, disse che il fuoco era stato appiccato da ignoti e quindi era da ritenersi un incendio doloso.
La seconda domenica dopo Pasqua si celebra la festa dei “micùn”, pani benedetti, nella chiesa di San Sebastiano: i pani vengono benedetti e distribuiti alla popolazione; i micùn sono conservati per tutto l'anno, considerati sacri.
Nell'oratorio dedicato ai santi Sebastiano e Fabiano è costituita la Confraternita detta dei “Battuti Bianchi”; nella 2ª domenica dopo Pasqua, vi è una processione, per le strade del paese, con una statua lignea raffigurante S. Sebastiano, portata dai confratelli; effettuata la benedizione dei pani, nella cappella, questi sono distribuiti ai confratelli (possono essere tali solo gli uomini del paese).
La tradizione religiosa conferiva ai micùn proprietà curative, per cui i contadini ne utilizzavano porzioni nei momenti ritenuti di bisogno.

## Economia
L'agricoltura locale si caratterizza per la presenza di coltivazioni di nocciole (Tonda Gentile delle Langhe),
produzione di vino Dogliani e Langhe Dolcetto DOC e piccoli allevamenti della rinomata "pecora della langa" dalla quale si produce la robiola di Murazzano.

## Amministrazione
| Periodo        | Periodo        | Primo cittadino      | Partito      | Carica  | Note   |
| -------------- | -------------- | -------------------- | ------------ | ------- | ------ |
| 14 giugno 1999 | 14 giugno 2004 | Roberto Leo Bordetto | Indipendente | Sindaco | [ 7 ]  |
| 14 giugno 2004 | 8 giugno 2009  | Gualtiero Revelli    | Lista civica | Sindaco | [ 8 ]  |
| 8 giugno 2009  | 26 maggio 2014 | Gualtiero Revelli    | Lista civica | Sindaco | [ 9 ]  |
| 26 maggio 2014 | 26 maggio 2019 | Gualtiero Revelli    | Lista civica | Sindaco | [ 10 ] |
| 26 maggio 2019 | IN CARICA      | Biagina Cartosio     | Lista Civica | Sindaco |        |